# Edward Holmes
Pour les articles homonymes, voir Holmes.
Edward Holmes (Londres, 10 novembre 1799 – Londres, 28 août 1859) est un musicologue, critique musical, pianiste et professeur de musique. 

## Biographie
Né juste en dehors de Londres (Hoxton) de Thomas Holmes, artisan et son épouse Susanna. Couple aura quatre enfants, tous musiciens. Il reçoit une bonne éducation et à la John Clarke's school d'Enfield où il lie d'amitié avec le poète John Keats. Charles Cowden Clarke, le fils du directeur de l'institution lui a d'abord enseigné les rudiments de la musique. Puis vers 1816, Clarke l'introduit dans le cercle de Vincent Novello, auprès de qui il étudie la musique (l'orgue puis le contrepoint). Il rencontre Shelley, qu'il admire particulièrement. Il commence sa carrière en gagnant sa vie comme professeur de piano. En août 1823, il est nommé organiste à All Saints Church, Poplar (en), poste qu'il occupe jusqu'en 1839.
En 1826, le propriétaire de la revue littéraire The Atlas, James Whiting l'embauche en tant que critique musical pour la page « Music and Musicians » ; il y collabore de nombreuses années, plus ou moins régulièrement, jusqu'en mars 1838. En 1827, il se rend trois mois en Allemagne. À son retour en Angleterre, commissionné par James Whiting, il publie son premier livre, A Ramble among the Musicians of Germany [Une randonnée parmi les musiciens d'Allemagne] (1828), sans nom : By a Musical Professor. Grâce au journal, il rencontre le journaliste irlandais Robert Bell, qui devient un de ses amis. En 1828, un revers de fortune de sa famille l'oblige a supporter entièrement ses parents. Il poursuit ses publications, ajoutant des cours de piano et d'orgue, il collabore au Foreign Quarterly Review (1829–1831). En 1838, lorsqu'il quitte The Atlas, il collabore avec intermittence au Monthly Chronicle, puis devient coéditeur avec Egerton Webbe du Musical World (1838–1839). Lorsqu'il est fatigué des milieux critique, il entreprend des ouvrages plus étendus, comme La vie de Mozart (Chapman & Hall 1845 ; rééd. 1932), premier ouvrage en anglais sur le musicien. Il collabore avec le Spectator (1843–1846), le Fraser's Magazine (1848–1858) et The Musical Times(1850–1859).
En 1849, il s'instralle aux États-unis où il passe les dix dernières années de sa vie, travaillant en tant qu'éditeur (pour Novello) et critique musical. Ses autres œuvres sont la Vie de Purcell, pour Novello Musique Sacrée, et Analytical and Thematic Index of Mozart's Piano-works, un catalogue de l'œuvre pour piano de Mozart.

## Écrits
- A Ramble among the Musicians of Germany, giving some account of the operas of Munich, Dresden, Berlin, &c. with remarks upon the church music, singers, performers and composers; and a sample of the pleasures and inconveniences that await the lover of art on a similar excursion (Londres, 1828 ; rééd. 1969)
- The Life of Mozart, including his Correspondence (Londres, 1845 ; éd. rev. par E. Prout 1878 ; 3e éd. par E. Newman 1912 ; 4e éd. par Christopher Hogwood 1991)
- The Life of Purcell (Londres 1846 chez V. Novello avec œuvres : The Cathedral Services, Anthems, Hymns, and other Sacred Pieces)
- Analytical and Thematic Index of Mozart's Piano Works (Musical Times 1850–1852 ; Londres 1852)
- Articles pour The Atlas, Foreign Quarterly Review, Monthly Chronicle, Musical World, Spectator, Fraser's Magazine et The Musical Times.